# Аутколт, Ричард Фелтон
Ричард Фелтон Аутколт (англ. Richard Felton Outcault; 14 января 1863 — 25 сентября 1928) — американский художник и автор комиксов. Он является создателем серий комиксов «Жёлтый малыш» (англ. Yellow Kid) и «Бастер Браун» (англ. Buster Brown) и считается изобретателем современных комиксов.

## Биография
Родился в Ланкастере, штат Огайо. Аутколту было 15 лет, когда он отправился в Цинциннати и поступил в Школу дизайна Макмиккена при Университете Цинциннати, где он учился три года. Там он начал рисовать первые комиксы.
После окончания школы Аутколт был нанят Томасом Эдисоном на должность технического иллюстратора и отправился в Париж официальным художником передвижной выставки Эдисона, посвящённой электрическому освещению. В 1890 году он переехал в Нью-Йорк, где присоединился к журналу Electrical World (журналу, принадлежащему одному из друзей Эдисона) и стал постоянным сотрудником журналов Truth, Judge и Life.
После того, как он подписал контракт с New York World, принадлежавшей Джозефу Пулитцеру, Пулитцер разместил комиксы Аутколта как цветное дополнение — в виде однопанельного цветного рисунка на первой странице, который назывался Hogan’s Alley («Аллея Хогана»), изображавшего события в вымышленных трущобах. Персонаж с этой панели, Жёлтый Малыш (англ. Yellow Kid), привёл к появлению известного словосочетания «жёлтая пресса» (позже став главным героем собственной серии комиксов — по сути, тех же самых историй, но с другим названием). Первый выпуск «Аллеи Хогана» вышел 5 мая 1895 года.
В октябре 1896 года Аутколлт перешёл на работу к Уильяму Рэндольфу Херсту в New York Journal, где продолжил рисовать комиксы про Жёлтого Малыша. В результате судебного процесса права на название «Аллея Хогана» остались у журнала New York World, а права на новое название «Жёлтый Малыш» (Yellow Kid) перешли к New York Journal.
В 1902 году Атуколт создал нового персонажа — Бастера Брауна (англ. Buster Brown), озорного мальчика, одетый в стиле Маленького Лорда Фаунтлероя, и его собаку Тайджа. Комиксы и персонажи были очень популярны, и в конце концов Аутколт лицензировал названия ряда потребительских товаров, в частности башмаки Бастера Брауна.
В New York Journal Аутколт начал экспериментировать с использованием нескольких "кадров"/картинок в развитии сюжета рисованной истории и «воздушными пузырями» в которые вписывался текст речи героев. Хотя он не был первым, кто использовал эту технику, именно его использование этих особенностей создало стандарт, которым измеряются комиксы.
Ричард Фелтон Аутколт умер в 1928 году во Флашинге, Нью-Йорк. Он похоронен на мемориальном кладбище Форест-Лаун в Глендейле, штат Калифорния.